# Satellites
Satellites (Satèl·lits en anglès) és un grup de música rock experimental mallorquí. En actiu intermitentment des de 1996 la seva música es caracteritza per canvis de dinàmica abruptes i per l'exploració de músiques d'inducció al trànsit. Canten principalment en anglès.

## 1996 - 2000
Format l'any 1996 a Palma, Mallorca, per Jordi Herrera, José Miguel Puigserver (també conegut com a "Puter") i Joantoni Seguí, units per la seva condició de pèssims estudiants, afició a l'escapisme i a grups de música rock amb tendències experimentals com Love, The Doors, The Velvet Underground, The Stooges, Jimi Hendrix, The Cure i Jane's Addiction.
El grup grava les seves dues primeres demos amb Sami Yaffa, exbaixista dels finlandesos Hanoi Rocks (que en aquest moment es troba en retirada espiritual a l'illa), sota el nom de the Cicely Satellites, fent referència a Santa Cecília, patrona de la música i a Cicely, poble fictici de la sèrie de culte Northern Exposure, on un satèl·lit és el que mata el nuvi de la principal protagonista femenina de la sèrie, Maggie O'Connell. "Satellite" és també el nom d'una cançó del grup de punk Londinenc Sex Pistols.
Toquen durant un any arreu de l'illa de Mallorca, aprenent en el procés a tocar els seus instruments, sota el mànagment de Joan Castells (posteriorment conegut com a "Petit") i per desídia i dificultats comunicatives, el nom del grup queda reduït a "Satellites".
Presenten la seva segona demo a l'aleshores popular concurs "Pop Rock" de Palma, on no es classifiquen per a les finals, i un any després, el 1997, es presenten amb una tercera demo, enregistrada per Javi Vegas a l'estudi "Chango Records" i per sorpresa de propis i estranys, guanyen. El premi en metàl·lic els serveix, en part, per comprar un mini estudi portàtil de 8 pistes on a base de prova i error aprendran a controlar una mica el seu so. Uns mesos abans, pensant a comprar o robar un disc a la tenda de música independent de Palma "Runaway", emparulen el seu futur fitxatge amb una nova discogràfica independent Primeros Pasitos, que proposa l'edició d'un EP. El grup, després del concurs i després de firmar amb Primeros Pasitos, enregistra amb calma a l'estudi "Desgravaciones" sota el control del líder del grup mallorquí Sunflowers, Ángelo Borràs, l'EP "Satellites", de marcat caràcter indie pop.
Telonejen a Can Picafort, Mallorca, al grup Novaiorquès Luna, liderat per l'Ex-Galaxie 500 Dean Wareham, de qui gravaran una versió, "Temperature's Rising", on experimentaran amb un so més rocker.
Les bases del concurs els obligen a compondre a correcuita cançons per omplir un primer llarga durada, que rebrà el nom de "the box", fent referència a la caixa blava on tenen totes les seves demos i assajos. El disc mostra un ventall més ampli de sons i influències, Afegint instruments extres al so de trio bàsic de rock; melòdica, violí, teclats, caixes de ritmes, etc. Les lletres, com al primer EP, són en anglès, amb pronunciació lliure i inventada. La gravació és tranquil·la al principi, acabant en un estat de pànic i confusió al final, per haver d'acabar, per falta de fons, la gravació a correcuita.
Fan el salt tocant a la Península, a diverses sales del circuit independent i al Festimad, Madrid, i obren el festival de Benicàssim de 1998, tocant les seves cançons el doble de ràpid i saltant directament després del concert a la llegendària, bruta i petita piscina del backstage.
Es publica el disc, que rep bones crítiques, però ocupa pocs paràgrafs, a Espanya i França. El grup s'amplia amb la incorporació de Michael Mesquida Young, als teclats i guitarra, perquè, principalment, "salta bé". Cansats de sentir xerrar als concerts, endureixen el seu so, començant una progressiva escalada del nivell de decibels, que conduira a diversos problemes auditius posteriors.
Actuen a "Los conciertos de Radio 3" i comencen a fer assajos intensius per a la gravació del seu segon disc, que decideixen enregistrar a Nova York, el productor serà un altre cop Sami Yaffa, que els recomana un tipus estrany, mr Gordon Raphael, que té un estudi en construcció; "The Transporterraum".
Arriben a la ciutat en febrer de 2000, i els fusters prenen les mides de l'estudi, les parets del cual seran finalitzades durant la gravació del disc. Anècdota; mesos després entraran a enregistrar el seu primer EP un grup anomenat The Strokes que es faran famosos poc temps després, i per tant, fan un poc de ràbia. Tornen a Mallorca, on surt el disc per setembre, la sortida oficial s'endarrereix a França i Espanya fins al 2001.

## 2001-2003
L'endarreriment en la sortida del disc els omple d'impaciència, ja que ja es troben treballant en 10 noves composicions. Decideixen no renovar el contracte amb la seva discogràfica Primeros Pasitos, la qual els segueix portant el managment el següent any.
Actuen durant els dos següents anys al Fib, en el 2001, al BAM, i fan dues gires per França. Actuen per primera vegada a Londres, a The Monarch, Camden Town. Enregistren 7 noves cançons durant l'estiu a Mallorca amb Gordon Raphael, que els acompanyarà també de tècnic de so a les festes de l'Auba, a Can Picafort, al costat del mar i al Festival Internacional de Benicàssim.
Comencen a enregistrar a Palma un tercer disc, on hi ha més presència de cançons escrites en solitari per en Michael i en Púter, i moltes cançons cantades a dues i tres veus. Amb les veus finals a mig gravar, decideixen autoeditarse un ep amb quatre cançons d'aquest disc, "Nothing Came" i realitzar una gira de 10 dates per la península. Respecte al públic que atén als concerts, toquen a dues sales plenes i a una completament buida (ni el tècnic de so és present)
Aconsegueixen (momentàniament) mànagment a Anglaterra, on giraran durant dues setmanes compartint cartell amb el grup de Bath X-is-Loaded. Abandonen la gravació del disc per falta de pressupost i perquè ja han escrit nou material, que substitueix l'inacabat. Enregistren una vintena de cançons en directe al Teatre d'Artà, amb gran presència de composicions de Michael Mesquida i J.M.Puigserver.
Es publica a Anglaterra un recopilatori "Gordon Raphael presents vol 1"
, en el segell More Protein, propietat de Boy George, que inclou dues cançons de les produïdes per Raphael l'estiu del 2001, "I've been dying for a kiss" i "In another world". Raphael sondeja diverses discogràfiques de Londres, amb resultats poc satisfactoris. Es trenca el disc dur que inclou el material inacabat i el disc en directe a Artà. Gordon Raphael monta el segell Shoplifter records on els satellites seran el quart grup en ordre de prioritat.
Juny del 2003, comença l'enregistrament del que s'anomenarà més tard "the Cave and the Limehouse recordings" a una pedrera de marès de Felanitx, Mallorca. El grup s'encarrega de la gravació, lloguen una taula de so, els deixen una gravadora analògica revox i el propietari de la finca construeix un estabilitzador de corrent amb peces d'una nevera. Gener del 2004 finalitza l'enregistrament a Londres, al silver Transporterraum studio, a Limehouse, Londres. Es traslladen a viure a Londres.

## 2004-2008
El projecte estrella de Shoplifter Records és Regina Spektor amb qui comparteixen cartell a la fira discogràfica In the City de Manchester, on es torturen psicològicament de manera mútua. Realitzen una caòtica gira de dues setmanes per Anglaterra, telonejant al grup Proud Mary, tocant a l'Islington Academy, no tocant a la universitat de Manchester, etc. Preparen el llançament del primer single del seu imminent tercer disc. El tècnic de màstering afirma que "és impossible masteritzar aquest disc".
Rebutjen firmar amb la discogràfica/mànagment per tres discos, acertadament, ja que dos mesos després entrarà en fallida. El darrer concert que realitzen organitzat pel seu mànager d'aleshores, Paul Harrison, és al club "Death Disco", a Notting Hill, gener de 2005. Michael Mesquida, guitarra, torna a Mallorca, incorporant-se uns mesos més tard a la formació en directe de Sexy Sadie.
El grup decideix continuar com a trio. Pengen les cançons a Internet, en la seva web d'aleshores "satellitesmusic.com", i realitzen diversos concerts a squats i universitats de Londres i voltants. Desanimats, se separen momentaneament, sense verbalitzar-ho, durant un mes i mig exactament. Jordi Herrera, cantant, comença la gravació del seu primer disc en solitari, sota el nom de "The Marzipan Man", un projecte conceptual sobre animals i titelles, a Limehouse, gravant i produint al mateix temps altres grups. Tornen a reunir-se i s'autoprodueixen i autoregistren 4 noves cançons, entre elles "Soothe me", de la qual es realitza un vídeo, presentat al 100 Club de Londres. Comencen una gira intermitent, acompanyats del seu amic Emmanuelle Clemencau, que la documenta en un DVD no imprès fins a la data d'aquest escrit; "Low cost touring".
J.M.Puigserver, (aka Púter), baixista, torna a Mallorca i se centra en el seu projecte "El Prehome Indefinit", de caràcter més instrumental i folk, i comença a elaborar bandes sonores per diverses obres artístiques multimèdia. En Jordi es trasllada a Barcelona. Es publica "The Marzipan Man Stories", amb la discogràfica original dels Satellites, Primeros Pasitos. El quartet original es reuneix per presentar el seu tercer disc, que anomenen "The Cave and the Limehouse Recordings" i decideixen dividir en tres parts, presentant la primera, a través del seu propi segell, "Tree House Records", el maig de 2008, al Teatre de Lloseta, Mallorca.

## 2009- 2012
Organitzen una sèrie de tres concerts a Mallorca, per acabar la gravació del DVD inèdit, al Polaroid Club, situat dins un antic molí reformat, la policia tanca el club abans del segon concert i realitzen un tercer a "La Cova dels Ases", Portocolom. El grup passa un any sense tocar, i es reuneix amb un nou bateria: "Gato", al Incamon 2009, Inca. Immediatament després comença la gravació de les cançons que formaran el seu 4t disc, decideixen enregistrar primer en directe demos de les cançons i vendre-les l'endemà de la gravació a concerts arreu de Mallorca, en format CD-EP. El grup es refunda com a trio, amb Jordi a la veu i guitarra, Púter al baix i Gato a la bateria, optant, per un so més simple i directe, cançons més curtes de minutatge i directe més energètic. Presenten 3eps d'aquestes cançons, "Obstacle 1", "A Ghost Singing" i "La mujer pescado". Cada membre del grup compagina l'activitat de Satellites amb altres projectes, tocant en Jordi en el seu projecte paral·lel The Marzipan Man i com a guitarrista i corista a The Last Dandies, Jose Domingo i baixista i corista a El Gran Amant. En Púter com a baixista i corista a Orquídea, Jose Domingo i Issac Ulam. En Gato a Trance, S.T.A. Doctor Martín Clavo.

## 2013
19 d'octubre 2013, presentació al Teatre de Lloseta, Mallorca, del seu tercer llarga durada "La singularitat i la fracció", amb la incorporació d'Alex Tertön als teclats i guitarra i Daniel Spies a la bateria. En 2014 participaren en el Tramuntana rock i en 2015 al Teatre Terra i Mar de Palma.

## Discografia
- 1998: The Blue Box[10]
- 2000: Our Very Bright Darkness[10]
- 2013: La Singularitat i la Fracció

### Senzills
- 1997: Satellites (EP)
- 2000: Single 7" Split. Planet Crashes.[10]
- 2001: It’s a Joy (CD single)[10]
- 2002: Nothing Came (EP)
- 2008: The Cave and the Limehouse Recordings, vol 1 (EP)
- 2009: Obstacle 1 (CD single)
- 2009: A Ghost Singing (EP)
- 2010: The Cave and the Limehouse Recordings, vol 2 (EP)
- 2010: La Mujer Pescado (EP)
- 2012: The Cave and the Limehouse Recordings, vol 3 (EP)
- 2019: The Cicely Satellites (7" Vinil)